# Papa Joan XIII
El papa Joan XIII (llatí: Ioannes XIII; mort el 6 de setembre de 972) va ser el 133è papa i governant dels Estats Pontificis des de l'1 d'octubre de 965 fins a la seva mort. El seu pontificat es va veure atrapat en el conflicte continu entre l'emperador del Sacre Imperi Romanogermànic, Otó I, i la noblesa romana. Després de llargues i àrdues negociacions, va aconseguir arreglar un matrimoni romà d'Orient per a Otó II, en un esforç per legitimar la reivindicació otoniana de la dignitat imperial. També va establir la jerarquia de l'església a Polònia i Bohèmia.

## Biografia
Nascut a Roma com a Giovanni Crescenzi, Joan era fill d'un altre Joan, que era bisbe. S'ha conjecturat que el seu pare era el noble romà Joan Crescenti, un membre de la família Crescenzi que s'havia casat amb la família del comte Teofilacte I de Tusculum. Si és així, el seu pare havia estat anteriorment duc, i possiblement fins i tot nomenat cònsol, abans de la seva ordenació com a bisbe. En conseqüència, Joan era probablement germà de Crescentius el Vell (el patricius romanorum), així com d'Estefania, dama de Palestrina (que es va casar amb el comte Benet, rector de la Sabina) i de Marozia, que es va casar amb el comte Gregori I de Tusculum.
Criat al palau del Laterà, va ser membre de la schola cantorum, i la seva carrera durant aquest temps el va veure passar per una sèrie de càrrecs, entre ells el d'Ostiarius, lector, exorcista i acòlit abans d'arribar als rangs de sotsdiaca i després de diaca. Després d'abandonar la schola, va participar activament en l'administració papal, servint a la Cancelleria dels Breus Apostòlics sota els papes Joan XII i Lleó VIII. També va exercir com a bibliotecari de la Santa Seu Apostòlica l'any 961. En algun moment va ser nomenat bisbe de Narni, i com a tal va participar en el Sínode de Roma (963) que va deposar el papa Joan XII , així com el Sínode de Roma (964) que va veure la seva restauració.

### Adhesió i rebel·lió
Després de la mort de Lleó VIII, la noblesa romana va demanar al Sacre emperador romanogermànic, Otó I, la reincorporació del papa Benet V (el qual encara vivia exiliat a Hamburg). Quan això no va ser possible, els enviats d'Otó, els bisbes Otger de Spires i Liutprand de Cremona, van suggerir al bisbe Joan Crescenzi com a candidat de compromís. Escollit per unanimitat, Joan va ser consagrat el diumenge 1 d'octubre de 965, cinc mesos després de la mort de Lleó VIII.
Joan va assumir immediatament la tasca de frenar el poder de la noblesa romana. Va donar als membres de la família Crescenzi posicions importants per reforçar el seu suport, alhora que buscava llaços més estrets amb l'emperador. Les actuacions de Joan i el suport que rebia de l'estranger el feren impopular a Roma; i amb l'emperador de tornada a Alemanya, diverses potències locals van decidir aprofitar la seva absència per intrigar contra Joan XIII. L'antic rei Adalbert d'Itàlia s'havia presentat davant d'un exèrcit a Llombardia, mentre que la noblesa romana, que no li agradava el comportament de Joan i que es va revoltar per la seva imposició per part d'una potència estrangera, va organitzar una revolta. Sota el lideratge de Pere, el prefecte de la ciutat, juntament amb Rofred, el comte de la Campanya romana i el Vestararius Esteve, van despertar la noblesa romana declarant que
| « | Els reis saxons anaven a destruir el seu poder i influència, i anaven a portar els seus fills a la captivitat | » |

Els líders de la milícia romana van capturar el papa el 16 de desembre de 965 i el van empresonar a Castel Sant'Angelo. No obstant això, tement que la presència de Joan allà inspirés la resistència dels seus seguidors, el papa va ser traslladat a un dels castells de Rofred a la Campagna. Finalment va arribar a Otto la notícia de tots aquests disturbis, i va entrar a Itàlia a finals de l'estiu de 966 al capdavant d'un enorme exèrcit. Mentrestant, John havia aconseguit escapar de Campagna i es va dirigir a Capua , posant-se sota la protecció de Pandolf Cap de ferro. En agraïment per l'ajuda de Pandulf, Joan va convertir Càpua en una seu metropolitana, i va consagrar com a primer arquebisbe a Joan, germà de Pandolf, el 14 d'agost de 966. A Roma, els partidaris del papa es van aixecar, i Rofred i Esteve es van aixecar, sent morts per Joan Crescenzi, nebot del papa. El papa Joan va abandonar Càpua i va creuar a Sabina, on el va rebre el seu cunyat, Benet, que també li va oferir el seu suport. Amb Roma efectivament de tornada a les seves mans, Joan va tornar i va ser acollit de nou a la ciutat el 14 de novembre de 966. Encara que inicialment va ser indulgent amb els rebels, l'arribada d'Otó va veure un canvi d'enfocament. L'emperador va desterrar a Alemanya els dos homes nomenats cònsol; els dotze caps principals de la milícia (els Decarcones, un designat per cadascuna de les dotze regions de la ciutat) van ser penjats. Altres conspiradors van ser executats o encegats. El prefecte de la ciutat, Pere, va ser lliurat a Joan, qui va ordenar que se'l pengés pels cabells de l'estàtua eqüestre de Marc Aureli, després de la qual cosa va ser abatut, col·locat nu i cap enrere sobre un ase. Se li va col·locar una bossa de plomes al cap i dues més a les cuixes. Amb una campana lligada al coll, Pere va ser conduït per la ciutat i, després d'haver estat així exposat al ridícul de la gent, Pere va ser llançat a un calabós abans de ser finalment enviat per l'emperador a Alemanya. En agraïment per la intervenció de l'emperador, Joan el va elogiar declarant-lo l'alliberador i restaurador de l'Església, l'il·lustre convidat i tres vegades beneït emperador.
El 969 va conèixer Gerbert d'Aurillac, el futur papa Silvestre II, i va quedar tan impressionat per la seva brillantor erudita que el va mantenir a Roma per aprendre d'ell.

### Problemes amb l'Imperi Romà d'Orient

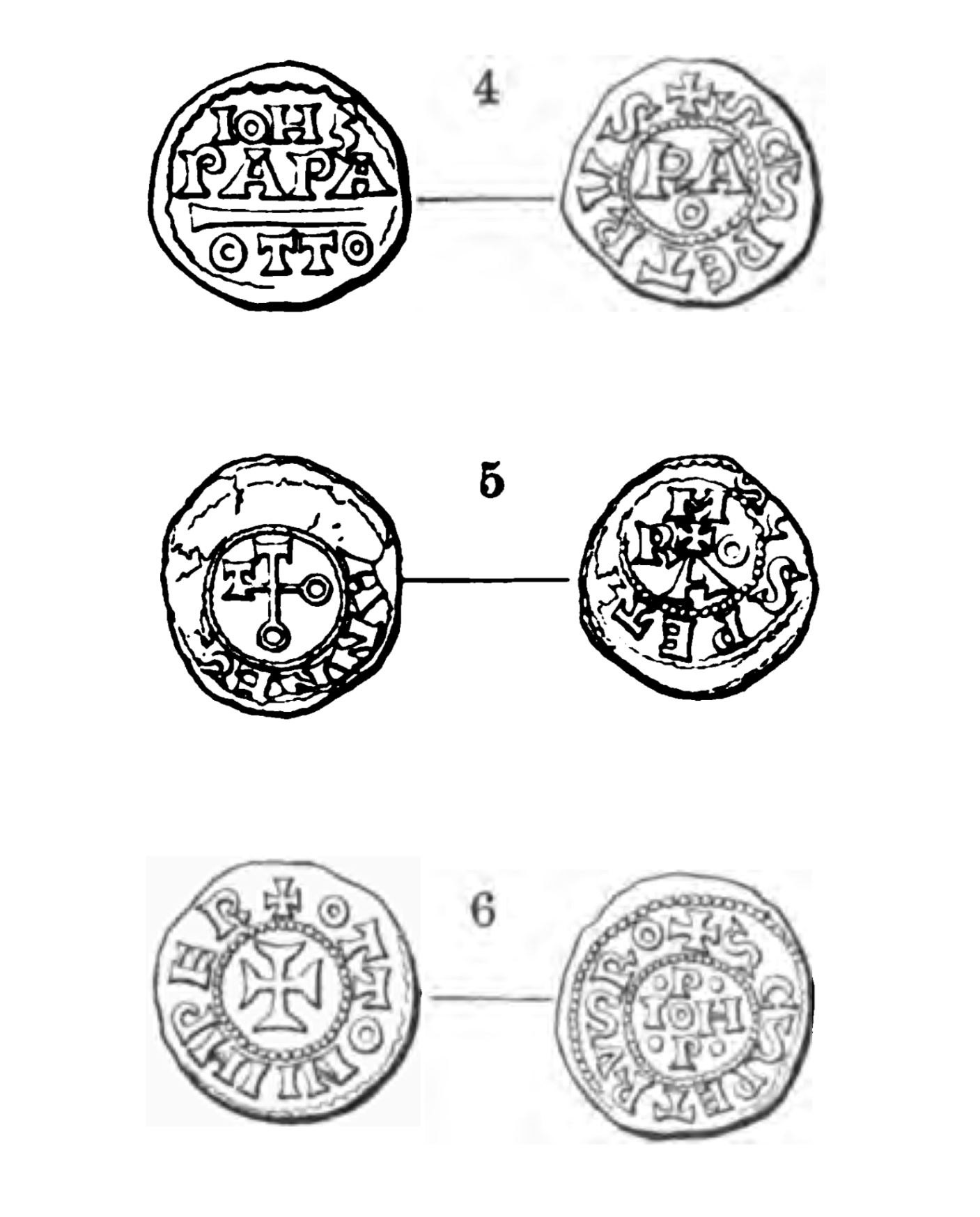
Monedes de Joan XIII

Després de la restauració de Joan XIII, va treballar amb l'emperador en millores eclesiàstiques. Es va decidir en un concili celebrat a Roma a principis de 967 en presència de l'emperador que Grado havia de ser l'església patriarcal i metropolitana de tot el Vèneto. En un altre concili a Ravenna l'abril de 967, Otó va tornar a "restaurar al papa apostòlic Joan la ciutat i el territori de Ravenna i moltes altres possessions que havien estat perdudes durant algun temps pels papes." Per aquesta època també va crear, a petició d'Otó, l'arquebisbat de Magdeburg.
Aleshores, el dia de Nadal de l'any 967, Joan XIII va coronar el fill d'Otó I, Otó II, com a coemperador. Es van celebrar diversos sínodes abans que els emperadors abandonessin Roma cap al sud d'Itàlia, en els quals, de vegades a petició d'ells, Joan XIII va prendre sota la seva protecció especial diversos monestirs alemanys, o va decidir que en alguns casos havien de romandre per sempre "sota el patrocini (mundiburdium) dels reis o emperadors". Amb Otó I buscant una aliança matrimonial amb l'Imperi Romà d'Orient a través del seu fill i una princesa romana, Joan XIII va donar el seu suport a la causa d'Otó. Va escriure una carta a l'emperador d'Orient, Nicèfor II Focas, però va acabar insultant-lo referint-se a ell, no com a "emperador dels romans ", sinó com a "emperador dels grecs". Com a preu pel matrimoni, Otó va exigir un dot a l'Imperi d'Orient, el dels temes de Longobardia i Calàbria. Nicèfor va replicar exigint en canvi la restitució de l'Exarcat de Ravenna, que incloïa Roma i els Estats Pontificis, com a preu del matrimoni imperial. Quan les negociacions van trencar, Nicèfor es va negar a escriure a Joan XIII amb la seva pròpia mà, en lloc d'enviar-li una carta d'amenaça escrita pel seu germà, Lleó Focas el Jove.
Després del fracàs de les negociacions, Nicèfor va intentar estendre la jurisdicció eclesiàstica del patriarca de Constantinoble a la jurisdicció del papa al sud d'Itàlia. L'emperador d'Orient va ordenar al patriarca que transformés el bisbat d'Otranto en una seu metropolitana i que els serveis ja no es fessin en llatí, sinó només en grec. El patriarca Polieucte de Constantinoble va dirigir ràpidament una ordre al cap de l'Església d'Otranto donant-li autoritat per consagrar bisbes a les esglésies d'Acerenza, Tursi, Gravina, Matera i Tricarico , totes anteriorment dependents de l'Església de Roma. [ 25 ] En resposta, ia petició de l'emperador d'Occident, Joan va convocar un sínode l'any 969, que va elevar el bisbat de Benevent a seu metropolitana, reduint així la influència de l'Imperi Romà d'Orient i de l'Església ortodoxa oriental.
La mort de Nicéfor Focas l'any 969 va suposar l'elevació de Joan I Tzimiskes. Va entrar en negociacions amb Otó I, i aviat Otó II va ser promès amb Teòfano Esclerena, la neboda de Tzimiskes. El matrimoni va ser celebrat per Joan XIII a Roma el 14 d'abril de 972.

### Relacions amb altres estats
Joan també va participar en el desenvolupament d'estructures eclesiàstiques arreu d'Europa. El 968, Joan va nomenar el primer bisbe de Polònia, Jordan.El 973 , Joan va nomenar Mlada, germana del duc Boleslau II de Bohèmia, com a abadessa de l'orde benedictina. Li donà una butlla papal que autoritzava la fundació del bisbat de Praga d'acord amb els desitjos de Boleslau, fets a través de Mlada. Joan va decretar que l'església dels Sants Vit i Venceslau fos la nova església catedral. A l'església de Sant Jordi s'havia d'establir un convent de monges, que Mlada havia de presidir. Finalment, s'havia de seguir el ritu llatí i no el bizantí, i s'havia d'escollir com a primer bisbe algú ben instruït en literatura llatina.
L'any 971, Joan XIII va publicar una butlla recolzant l'acció del rei anglès Edgar el Pacífic i de l'arquebisbe Dunstan contra els canonges de la catedral de Winchester, que es van negar a renunciar a les seves esposes i concubines. En aquell mateix any, Joan va confirmar els privilegis que el rei Edgar havia concedit als monjos de l'abadia de Glastonbury, i va declarar que estava sota protecció papal. A més, John va enviar una carta a un ealdorman anomenat Aelfric, ordenant-li que deixés de prendre diners de Glastonbury.
A Trèveris, Joan va nomenar l'arquebisbe com a vicari papal, responsable de promoure els decrets de qualsevol sínode celebrat a Alemanya o Frància Occidental. També va concedir nombrosos privilegis arreu d'Europa. En un cas, datat el 29 de setembre de 970, per al monestir de Sant Vicenç de Metz, trobem la primera donació registrada dels Pontificals. Al seu abat se li va concedir l'ús, sota determinades condicions, de les dalmàtiques i les sandàlies episcopals. Joan també va ser el destinatari de moltes peticions d'ajuda. En un cas, els monjos del monestir de Sant Pere de Novalisa, van demanar la intervenció del papa per ajudar-los a protegir-los contra un comte local anomenat Ardoin. En un altre cas, el novembre de 971, l'arquebisbe Adalbéron de Reims va anar a Roma per demanar al papa que confirmés la decisió de l'arquebisbe de deixar algunes propietats als monjos de l'abadia de Mouzon, protegint així la seva donació del rei Lluís IV de França.
L'any 970, Joan va concedir la ciutat de Praeneste com a contracte d'arrendament hereditari a la Senatrix Stephania, que probablement era la seva germana. Praeneste havia de pertànyer a ella, als seus fills i als seus néts, per un lloguer anual de deu sòlids d'or, però després havia de tornar a l'Església. És un dels primers exemples de la introducció del sistema feudal al territori romà.

### La mort i la tradició
Joan XIII va morir el 6 de setembre de 972 i va ser enterrat a la basílica de Sant Pau Extramurs. El va succeir Benet VI. La menció escrita més antiga que es conserva de l'antiga pràctica de la benedicció de campanes de l'església prové del seu regnat.
Referit per un cronista després de la seva mort com "El bo", Joan va ser conegut per la seva reverència i pietat, a més de ser molt erudit tant en l'escriptura com en el dret canònic. Des de petit va portar el sobrenom de "la gallina blanca", a causa dels seus cabells de color clar. El seu epitafi es trobava a la basílica on va ser enterrat, entre la porta d'entrada i la primera columna, i deia:
| « | Aquí, on en la mort les voldria col·locar el bon pastor, hi ha les restes del papa Joan. Per la misericòrdia de Déu i els mèrits de sant Pau, alliberat dels lligams de la mort, pugi doncs al cel i comparteixi. en la felicitat dels benaventurats de dalt, pregueu que Crist, que amb la seva sagrada Sang va redimir el món, tingui pietat del seu servent i l'alliberi del seu piadosament. pecats. | » |

Hi ha una llegenda que s'adjunta al regnat de Joan XIII. Segons Dietrich I de Metz, un dels nobles adscrits a la cort de l'emperador Otó I estava posseït per un esperit maligne, el que va provocar que es llagués el seu propi rostre i es mossegués les mans i els braços. L'emperador va ordenar que el noble fos portat al papa Joan XIII, amb instruccions que li col·loquessin les cadenes de Sant Pere, i així el guarís. Segons la llegenda, Joan va col·locar diverses cadenes a l'afligit, cadascuna de les quals eren còpies, però sense efecte. Tanmateix, quan Joan li va col·locar la veritable cadena de sant Pere, del cos del noble sortia un fum espès, es van sentir crits a l'aire i el mal esperit va abandonar el noble.